# 德角
德角（英語：Cape Day），是南極洲的海岬，位於維多利亞地的斯科特海岸，處於高斯山以東20公里，由英國探險隊繪入地圖，現時由南極條約體系管理。